# Presidentes del Real Betis Balompié

## Presidentes del Sevilla Balompié (1907-1914)
Presidentes del Sevilla Balompié antes de su fusión con el Betis F.C.
| Período   | Presidente                             |
| --------- | -------------------------------------- |
| 1907-1909 | Alfonso del Castillo Ochoa             |
| 1909-1911 | Juan del Castillo Ochoa (1.er Mandato) |
| 1911-1912 | José Gutiérrez Fernández               |
| 1912-1914 | Juan del Castillo Ochoa (2º Mandato)   |
| 1914      | Herbert Richard Jones                  |

## Presidentes del Betis F.C. (1909-1914)
Presidentes del Betis F.C. antes de su fusión con el Sevilla Balompié.
| Período   | Presidente                               |
| --------- | ---------------------------------------- |
| 1909-1912 | Eladio García de la Borbolla             |
| 1912-1913 | Guillermo Comesaña Arahal                |
| 1913-1914 | Pedro Rodríguez de la Borbolla y Serrano |

## Presidentes del Real Betis Balompié desde 1914[1]
| Período             | Presidente                                                  |
| ------------------- | ----------------------------------------------------------- |
| 1914-1915           | Herbert Richard Jones                                       |
| 1915-1917           | Pedro Rodríguez de la Borbolla y Serrano                    |
| 1917                | Roberto Vicente de Mata                                     |
| 1917-1919           | Eduardo Hernández Nalda                                     |
| 1919-1920           | Carlos Alarcón de la Lastra                                 |
| 1920-1921           | Jerónimo Domínguez y Pérez de Vargas (Marqués de Contadero) |
| 1921-1924           | Gil Gómez Bajuelo                                           |
| 1924                | Juan del Castillo Ochoa                                     |
| 1924-1925           | Antonio Poll Roma                                           |
| 1925-1928           | Ramón Navarro Cáceres                                       |
| 1926-1927           | Ramón Cortecero                                             |
| 1930-1932 1928-1929 | Ignacio Sánchez Mejías                                      |
| 1928-1929           | Antonio Laguardia                                           |
| 1929-1930           | Daniel Mezquita                                             |
| 1930-1931           | Camilo Romero Sánchez                                       |
| 1931-1933           | José Ignacio Mantecón                                       |
| 1933-1935           | Antonio Moreno Sevillano                                    |
| 1935-1936           | Francisco Navarro López                                     |
| 1936-1940           | Valentín Pérez Martínez                                     |
| 1940-1942           | Ramón Poll Carbonell                                        |
| 1942-1943           | Alfonso Alarcón de Lastra                                   |
| 1943-1944           | Francisco Cantalapiedra                                     |
| 1944-1945           | Eduardo Benjumea Vázquez                                    |
| 1945-1946           | Manuel Romero Puerto                                        |
| 1946-1947           | Filomeno de Aspe Martínez                                   |
| 1947-1950           | Pascual Aparicio García                                     |
| 1950-1952           | Francisco de la Cerda Carmona                               |
| 1952-1955           | Manuel Ruiz Rodríguez                                       |
| 1955-1965           | Benito Villamarín Prieto                                    |
| 1965-1966           | Avelino Villamarín Prieto                                   |
| 1966                | Andrés Gaviño                                               |
| 1966                | José María Domenech (Provisional)                           |
| 1967-1968           | Julio de la Puerta Castro                                   |
| 1968-1969           | José León Gómez (1.er mandato)                              |
| 1969-1978           | José Núñez Naranjo                                          |
| 1979-1983           | Juan Manuel Mauduit                                         |
| 1983-1989           | Gerardo Martínez Retamero                                   |
| 1989-1992           | Hugo Galera Davidson                                        |
| 1992-1996           | José León Gómez (2º mandato)                                |
| 1996-2006           | Manuel Ruiz de Lopera                                       |
| 2006-2010           | José León Gómez (3.er mandato)                              |
| 2010-2010           | Jaime Rodríguez-Sacristán Cascajo                           |
| 2010-2011           | Rafael Gordillo Vázquez                                     |
| 2011-2014           | Miguel Guillén Vallejo                                      |
| 2014                | Manuel Domínguez Platas                                     |
| 2014-2016           | Juan Carlos Ollero                                          |
| 2016- actualidad    | Ángel Haro García                                           |